# محافظة نامهاي
محافظة نامهاي ((هانغل: 남해군): نامهاي غون) هي محافظة تقع في مقاطعة غيونغسانغ الجنوبية، كوريا الجنوبية. وبلغ عدد سكانها 49،189 نسمة، عام 2013.

## توأمة
لمحافظة نامهاي اتفاقيات توأمة مع:
- يييانغ

## أعلام
- تشوي يونغ إل
- إي سن شن

## وصلات خارجية
- الموقع الإلكتروني لحكومة المحافظة